# Jonathan Frakes
Jonathan Scott Frakes (Bellefonte, Pennsylvania, 1952. augusztus 19. –) amerikai színész, író és rendező.
Legismertebb alakítása William T. Riker parancsnok (később kapitány) a Star Trek: Az új nemzedék című televíziós sorozatban, valamint a kapcsolódó filmekben, illetve egyéb sorozatokban.
Felesége Genie Francis, akivel együtt játszott a nagy sikerű Észak és Dél című minisorozatban.

## Filmográfia

### Film
| Év   | Magyar cím                   | Eredeti cím                   | Szerep                               | Magyar hang    |
| ---- | ---------------------------- | ----------------------------- | ------------------------------------ | -------------- |
| 1994 | Seholsincs csapat            | Camp Nowhere                  | Bob Spiegel                          |                |
| 1994 | Star Trek: Nemzedékek        | Star Trek Generations         | William T. Riker parancsnok          | Koroknay Géza  |
| 1995 |                              | Time Travel Through the Bible | önmaga (házigazda)                   |                |
| 1996 | Star Trek: Kapcsolatfelvétel | Star Trek: First Contact      | William T. Riker parancsnok          | Oberfrank Pál  |
| 1998 | Star Trek: Űrlázadás         | Star Trek: Insurrection       | William T. Riker parancsnok          | Fazekas István |
| 1998 | Star Trek: Űrlázadás         | Star Trek: Insurrection       | Oberfrank Pál                        |                |
| 2002 | Star Trek – Nemezis          | Star Trek: Nemesis            | William T. Riker parancsnok/kapitány | Oberfrank Pál  |
| 2002 | Időstoppolók                 | Clockstopper                  | gondnok (stáblistán nem szerepel)    |                |
| 2004 | Viharmadarak                 | Thunderbirds                  | rendőr (stáblistán nem szerepel)     |                |
| 2011 |                              | The Captains (dokumentumfilm) | önmaga / William T. Riker kapitány   |                |
| 2017 |                              | Devil's Gate                  | Gruenwell seriff                     |                |
| 2022 |                              | Catwoman: Hunted              | King Faraday / Boss Moxie (hangja)   |                |

### Televízió
| Év               | Magyar cím                                        | Eredeti cím                                               | Szerep                                          | Megjegyzések                                                               |
| ---------------- | ------------------------------------------------- | --------------------------------------------------------- | ----------------------------------------------- | -------------------------------------------------------------------------- |
| 1977–1978        |                                                   | The Doctors                                               | Tom Carroll                                     | 90 epizód                                                                  |
| 1978             | Charlie angyalai                                  | Charlie's Angels                                          | Brad                                            | 1 epizód                                                                   |
| 1978             |                                                   | Barnaby Jones                                             | David Douglas                                   | 1 epizód                                                                   |
| 1978             |                                                   | Fantasy Island                                            | Kirk Wendover                                   | 1 epizód                                                                   |
| 1979             |                                                   | The Waltons                                               | Ashley Longworth Jr.                            | 2 epizód                                                                   |
| 1979             |                                                   | Eight Is Enough                                           | Chapper                                         | 1 epizód                                                                   |
| 1979             |                                                   | The White Shadow                                          | kosárlabdázó                                    | 1 epizód (stáblistán nem szerepel)                                         |
| 1980             | Boomer, a csodakutya                              | Here's Boomer                                             | Philip                                          | 1 epizód                                                                   |
| 1980             |                                                   | Beulah Land                                               | Adam Davis                                      | minisorozat (2 epizód)                                                     |
| 1980             |                                                   | The Night the City Screamed                               | Richard Hawkins                                 | tévéfilm                                                                   |
| 1981             | Hazárd megye lordjai                              | The Dukes of Hazzard                                      | Jamie Lee Hogg                                  | 1 epizód                                                                   |
| 1981             |                                                   | Harper Valley PTA                                         | Clutch Breath                                   | 1 epizód                                                                   |
| 1982             |                                                   | Hart to Hart                                              | Adam Blake                                      | 1 epizód                                                                   |
| 1982             | Zsarublues                                        | Hill Street Blues                                         | drogdíler                                       | 1 epizód                                                                   |
| 1982             |                                                   | Quincy, M.E.                                              | Leon Bohannon / sebész                          | 2 epizód                                                                   |
| 1982             |                                                   | Voyagers!                                                 | Charles Lindbergh                               | 1 epizód                                                                   |
| 1983             |                                                   | Bare Essence                                              | Marcus Marshall                                 | 11 epizód                                                                  |
| 1984             | Út a mennyországba                                | Highway to Heaven                                         | Arthur Krock, Jr.                               | 1 epizód                                                                   |
| 1984             | Ausztrál expressz                                 | Five Mile Creek                                           | Adam Scott                                      | - 1 epizód - magyar hangja: - Dörner György                                |
| 1984             |                                                   | The Fall Guy                                              | Connors                                         | 1 epizód                                                                   |
| 1985             | Alkonyzóna                                        | The Twilight Zone                                         | egyedülálló fickó                               | 1 epizód                                                                   |
| 1985             | Észak és Dél                                      | North and South                                           | Stanley Hazard                                  | - minisorozat (6 epizód) - magyar hangja: - Reisenbüchler Sándor           |
| 1985             | Falcon Crest                                      | Falcon Crest                                              | Damon Ross                                      | 11 epizód                                                                  |
| 1986             |                                                   | Dream West                                                | Archibald Gillespie hadnagy                     | minisorozat (2 epizód)                                                     |
| 1986             |                                                   | Matlock                                                   | Park kerületi ügyész                            | 1 epizód                                                                   |
| 1987–1994        | Star Trek: Az új nemzedék                         | Star Trek: The Next Generation                            | William T. Riker parancsnok                     | - főszereplő (176 epizód) - magyar hangja: - Oberfrank Pál - Szatory Dávid |
| 1988             |                                                   | Reading Rainbow                                           | önmaga                                          | 1 epizód                                                                   |
| 1994             |                                                   | Wings                                                     | Gavin Rutledge                                  | 1 epizód                                                                   |
| 1994             | Star Trek: Deep Space Nine                        | Star Trek: Deep Space Nine                                | Thomas Riker hadnagy                            | 1 epizód                                                                   |
| 1994             |                                                   | Journey's End: The Saga of Star Trek: The Next Generation | házigazda                                       | dokumentumfilm                                                             |
| 1994–1996        |                                                   | Gargoyles                                                 | David Xanatos / Coyote / Alexander Fox (hangja) | 41 epizód                                                                  |
| 1995             | Lois és Clark: Superman legújabb kalandjai        | Lois & Clark: The New Adventures of Superman              | Tim Lake                                        | 1 epizód                                                                   |
| 1995             | Cybill                                            | Cybill                                                    | önmaga                                          | 1 epizód                                                                   |
| 1995             |                                                   | Alien Autopsy: Fact or Fiction?                           | önmaga / narrátor                               | tévéfilm                                                                   |
| 1996             | Star Trek: Voyager                                | Star Trek: Voyager                                        | William T. Riker parancsnok                     | 1 epizód                                                                   |
| 1998–2002; 2021– | Rejtélyes igazságok                               | Beyond Belief: Fact or Fiction                            | önmaga / műsorvezető                            |                                                                            |
| 1999             | Roswell                                           | Roswell                                                   | önmaga                                          | 1 epizód                                                                   |
| 2000             | Űrbalekok                                         | 3rd Rock from the Sun                                     | Larry McMichael                                 | 1 epizód                                                                   |
| 2000             |                                                   | Ghosts Caught on Tape: Fact or Fiction?                   | narrátor                                        | tévéfilm                                                                   |
| 2002             | Futurama                                          | Futurama                                                  | önmaga (hangja)                                 | 1 epizód                                                                   |
| 2005             | Star Trek: Enterprise                             | Star Trek: Enterprise                                     | William T. Riker parancsnok                     | 1 epizód                                                                   |
| 2005–2009        | Family Guy                                        | Family Guy                                                | William T. Riker parancsnok / önmaga (hangja)   | 2 epizód                                                                   |
| 2009             |                                                   | That's Impossible                                         | önmaga                                          |                                                                            |
| 2009–2012        | Lépéselőnyben                                     | Leverage                                                  | férfi a váróteremben / férfi az irodában        | 2 epizód (stáblistán nem szerepel)                                         |
| 2010             | Gyilkos elmék                                     | Criminal Minds                                            | Dr. Arthur Malcolm                              | 1 epizód                                                                   |
| 2010             | NCIS: Los Angeles                                 | NCIS: Los Angeles                                         | Dr. Stanfill haditengerészeti parancsnok        | 1 epizód                                                                   |
| 2011             |                                                   | The Super Hero Squad Show                                 | High Evolutionary (hangja)                      | 1 epizód                                                                   |
| 2012             | Castle                                            | Castle                                                    | Richard Castle rajongója                        | 1 epizód (stáblistán nem szerepel)                                         |
| 2013             | Kalandra fel!                                     | Adventure Time                                            | Finn felnőttként (hangja)                       | 2 epizód                                                                   |
| 2013             | Glades – Tengerparti gyilkosságok                 | The Glades                                                | adminisztrátor                                  | 2 epizód (stáblistán nem szerepel)                                         |
| 2014             |                                                   | Hit the Floor                                             | Hank                                            | 1 epizód                                                                   |
| 2016–2019        | A galaxis őrzői                                   | Guardians of the Galaxy                                   | J'son / narrátor / J. Jonah J'Son (hangja)      | 14 epizód                                                                  |
| 2016             | Miles a jövőből                                   | Miles from Tomorrowland                                   | Vincent nagypapa (hangja)                       | 2 epizód                                                                   |
| 2016             | Angie Tribeca – A törvény nemében                 | Angie Tribeca                                             | Donald "Don" Van Zandt parancsnok               | - 1 epizód - magyar hangja: - Imre István                                  |
| 2016–2018        |                                                   | Future-Worm!                                              | Steak Starbolt (hangja)                         | 6 epizód                                                                   |
| 2018             |                                                   | After Trek                                                | önmaga                                          |                                                                            |
| 2019             |                                                   | Hot Streets                                               | apa (hangja)                                    | 1 epizód                                                                   |
| 2019             | Hogyan adjunk el drogokat a neten (villámgyorsan) | How to Sell Drugs Online (Fast)                           | önmaga                                          | 1 epizód                                                                   |
| 2020             |                                                   | The Astronauts                                            | Rex Dowd                                        | 3 epizód                                                                   |
| 2020–2021        | Star Trek: Lower Decks                            | Star Trek: Lower Decks                                    | William T. Riker százados (hangja)              | 3 epizód                                                                   |
| 2020–2023        | Star Trek: Picard                                 | Star Trek: Picard                                         | William T. Riker százados                       | 12 epizód                                                                  |
| 2020–2024        |                                                   | The Ready Room                                            | önmaga                                          | 10 epizód                                                                  |
| 2022             |                                                   | Allegedly                                                 | Roger                                           | 1 epizód                                                                   |
| 2023             | Karácsony Biltmore-ban                            | A Biltmore Christmas                                      | Winston                                         | tévéfilm                                                                   |